# Francesca Zucchelli
Francesca Zucchelli detta Franca (Milano, 1938 – Milano, 4 ottobre 2022) è stata una costumista e scenografa italiana.
È stata vincitrice di un Nastro d'argento ai migliori costumi nel 1979 per il film L'albero degli zoccoli.

## Biografia
Ha studiato presso l'Accademia di belle arti di Brera a Milano laureandosi in scenografia, nel corso della sua carriera ha lavorato, tra gli altri, con Ermanno Olmi, Giovanni Grimaldi e Luciano Ercoli.
Il 30 novembre 2009 ha sposato il regista e critico cinematografico Gianfranco Bettetini, alle seconde nozze.

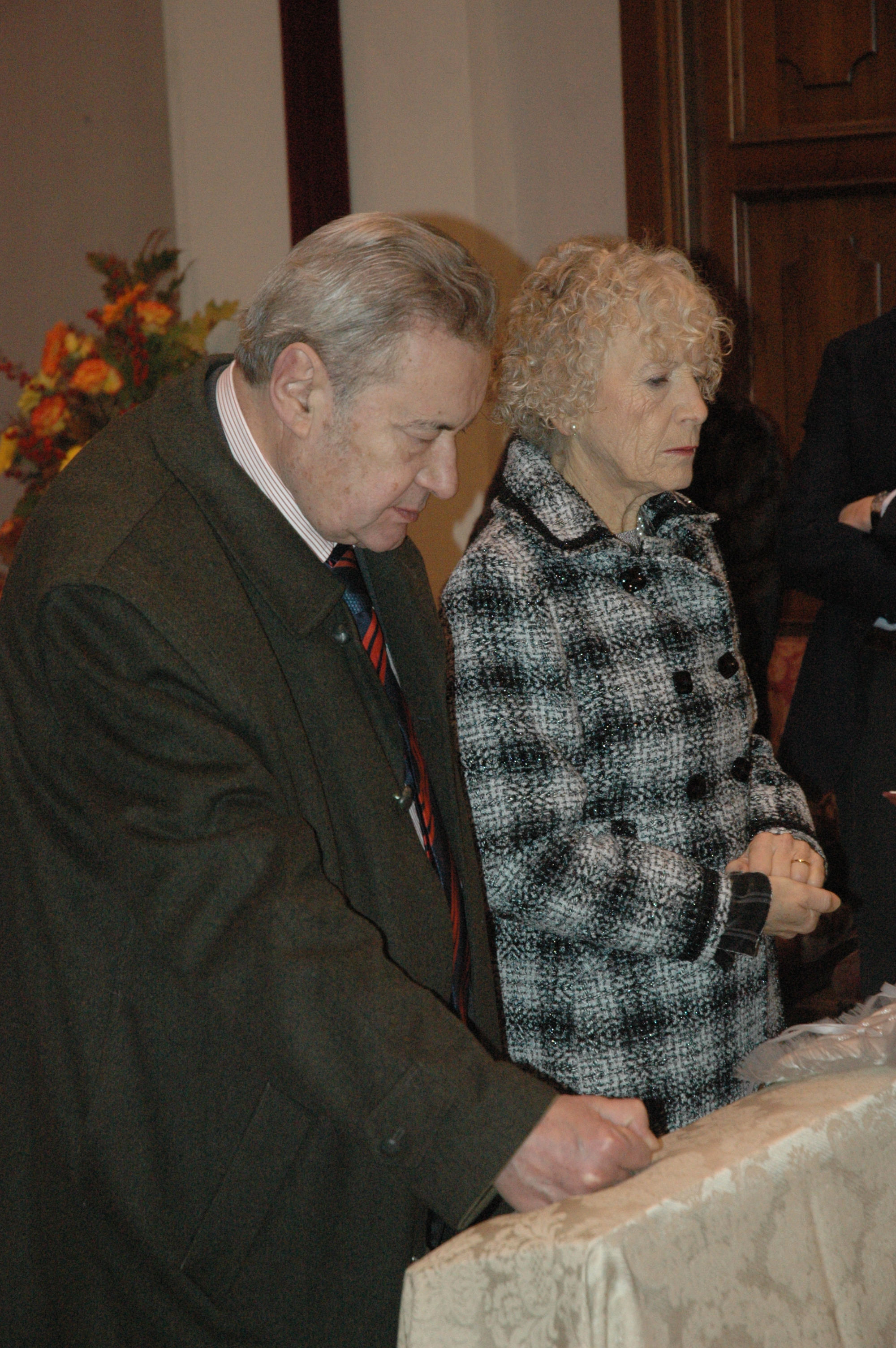
Francesca Zucchelli e Gianfranco Bettetini il giorno delle loro nozze

È morta a Milano nell'ottobre del 2022 a 84 anni. Le sue ceneri sono al cimitero di Pecetto di Valenza (AL) presso la tomba di famiglia.

## Filmografia

### Costumista

#### Cinema
- Frou-frou del tabarin, regia di Giovanni Grimaldi (1976)
- La bidonata, regia di Giovanni Grimaldi (1977)
- L'albero degli zoccoli, regia di Ermanno Olmi (1978)
- Lo speziale, regia di Mitro Storni (1982)
- Tre anni, regia di Salvatore Nocita (1983)
- L'ultima mazurka, regia di Gianfranco Bettetini (1986)
- Le lunghe ombre, regia di Gianfranco Mingozzi (1987)
- Frankenstein oltre le frontiere del tempo, regia di Roger Corman (1990)
- Il processo di Stabio, regia di Sergio Genni - film TV (1991)
- Un'anima divisa in due, regia di Silvio Soldini (1993)
- Terra bruciata, regia di Andres Pfäffli (1995)

#### Televisione
- Le storie del Vasari, regia di Virginia Galante Garrone (1968) - Serie TV
- ESP, regia di Daniele D'Anza (1973) - Miniserie TV
- Quello della porta accanto, regia di Stefano De Stefani (1975) - Miniserie TV
- Quattro delitti: Per due testoni, regia di Alberto Sironi (1979) - film TV
- Quattro delitti: Professione farabutto, regia di Alberto Sironi (1979) - film TV
- Semmelweis, regia di Gianfranco Bettetini (1980) - Film TV
- Adua, regia di Dante Guardamagna (1981) - Serie TV
- Assunta Spina, regia di Sandro Bolchi (1992) - Teatro in TV

### Scenografa

#### Televisione
- Le storie del Vasari, regia di Virginia Galante Garrone (1968) - Serie TV
- Silvia, regia di Gian Domenico Giagni (1969) - Film TV
- Paura sul mondo, regia di Domenico Campana (1972) - Serie TV
- Un marito, regia di Gianfranco De Bosio (1985) - Teatro in TV

## Riconoscimenti
Nastro d'argento
- 1979 - Migliori costumi per L'albero degli zoccoli

Saturn Awards
- 1992 - Nomination per Migliori costumi per Frankenstein oltre le frontiere del tempo